# هارولد هيوز
هارولد هيوز (بالإنجليزية: Harold Hughes)‏ (1 يناير 1902 في المملكة المتحدة - ) هو مدرب كرة قدم ولاعب كرة قدم ويلزي في مركز الهجوم. لعب مع نادي برينتفورد وMerthyr Town F.C. ‏.